# Безхлібний Олександр Федорович
Олександр Федорович Безхлібний (12 серпня 1904, село Деревецьке, тепер Бердянського району Запорізької області — ?) — радянський партійний діяч, секретар Сталінського (Донецького) обласного комітету КП(б)У.

## Біографія
Перебував на відповідальній радянській та партійній роботі. Член ВКП(б).
З вересня 1939 по 1940 рік — у Червоній армії, учасник радянсько-фінської війни. Служив політруком 13-ї армії РСЧА.
Із 16 травня 1941 року — секретар Сталінського обласного комітету КП(б)У із вугільної промисловості.
З 1941 року — на політичній роботі в Червоній армії: член оперативної групи Західного напрямку під командуванням генерал-лейтенанта Федора Костенка, заступник начальника політичного відділу 19-ї стрілецької дивізії 5-ї армії Західного фронту. У 1942 році перебував на лікуванні в евакуаційному госпіталі № 290. З червня 1943 року — уповноважений оперативної групи військової ради Південно-Західного фронту. Учасник німецько-радянської війни.
У 1943 році повернувся на партійну роботу до Сталінської області.
У 1945 (затв. у вересні 1945) — січні 1949 року — секретар Сталінського обласного комітету КП(б)У із кадрів.
На 1949—1950 роки — керуючий вугільного тресту «Сніжнянантрацит» Сталінської області.
На 1957 рік — начальник планово-економічного відділу «Головартемвугілля» Сталінської області.

## Звання
- політрук
- батальйонний комісар
- майор

## Нагороди
- орден Трудового Червоного Прапора (23.01.1948)
- орден Червоної Зірки (7.04.1940)
- орден «Знак Пошани» (26.04.1957)
- медаль «За оборону Москви»
- медаль «За перемогу над Німеччиною у Великій Вітчизняній війні 1941—1945 рр.» (13.11.1945)
- медалі